# Oshin de Lampron
Oshin de Lampron (en arménien : Օշին Լամբրոնացի, Oshin Lambronatsi) est un nakharar arménien du XIᵉ siècle et le fondateur de la Maison de Lampron, qui domine le royaume arménien de Cilicie aux XIIᵉ et XIIIᵉ siècles. Seigneur de la forteresse imprenable de Lampron, il appartient à la dynastie des Héthoumides.
Figure centrale de l’histoire de l’Arménie cilicienne médiévale, Oshin se distingue par son habileté politique et stratégique. Naviguant avec finesse entre les puissances croisées, byzantines, arméniennes et musulmanes, il joue un rôle déterminant dans les équilibres politiques de la région. Ses actions posent les bases de la future influence de sa lignée dans le royaume de Cilicie.
Il est parfois identifié comme Ursinus dans les sources latines et Michael Aspietes dans les chroniques byzantines.

## Relation avec les Byzantins
L’empereur byzantin Alexis Ier Comnène, lui accorde le titre de stratopédarque de Cilicie, reconnaissant ainsi son autorité sur la région. Cette alliance permet aux Byzantins de maintenir une présence indirecte dans la région tout en utilisant les seigneurs arméniens comme tampons face aux incursions seldjoukides.

## Interaction avec les Croisés
Lors de la Première croisade (1097-1099), Oshin fournit des provisions et une assistance aux armées croisées tout en jouant un rôle ambigu entre les différentes forces. En 1097, il aurait négocié avec Tancrède de Hauteville, prince d’Antioche, lors de l’attaque contre Mamistra (Misis). Certaines sources le décrivent comme ayant offert des positions stratégiques en échange d’une alliance temporaire, tandis que d’autres l’accusent de trahison envers les Byzantins.

## Les Arméniens en Cilicie et autour d’Antioche
Les montagnes de l’Amanus et les plaines environnantes, où se trouve Lampron, abritent une forte population arménienne. Ces communautés jouent un rôle crucial dans les campagnes militaires et le ravitaillement des Croisés. Selon les sources, les Arméniens fournissent des vivres, servent de guides et parfois même combattent aux côtés des forces occidentales.

### Conflits avec Kogh Vasil
Un autre acteur clé de l’époque est Kogh Vasil, un seigneur arménien indépendant connu pour son pragmatisme et ses alliances fluctuantes. Basé dans la région de Marash et des monts Taurus, il rivalise avec Oshin pour le contrôle de certains territoires ciliciens. Contrairement à Oshin, qui cherche une alliance stable avec les Byzantins et les Croisés, Kogh Vasil adopte une posture opportuniste, négociant tantôt avec les Seldjoukides, tantôt avec les Latins.

## Mariages et Descendance
Il épousa une fille d'Abu'lgharib Artsruni, gouverneur de Tarse, et eut une descendance :
- Héthoum II († 1143), seigneur de Lampron
  - Oshin II (1125 † 1170), seigneur de Lampron
  - Smbat († 1153), seigneur de Baberon
    - Vasak († après 1199), seigneur de Baberon
      - Constantin (1180 † 1263), seigneur de Baberon.